# 이시카와현 제2구
이시카와현 제2구(石川県 第2区)는 일본의 중의원 선거구이다. 1994년 공직선거법으로 신설되었다.

## 지역
- 고마쓰시
- 가가시
- 하쿠산시
- 노미시
- 노노이치시
- 노미군
  - 가와키타정

## 역대 중의원 의원
- 모리 요시로 (자유민주당, 임기: 1996년 ~ 2012년)
- 사사키 하지메 (자유민주당, 임기: 2012년 ~ 현재)